# Gymnastik vid olympiska sommarspelen 1988
Gymnastiken vid de olympiska sommarspelen 1988 i Seoul bestod av 15 grenar fördelade på två olika discipliner, artistisk gymnastik och rytmisk gymnastik. Tävlingarna i artistisk gymnastik avgjordes i Olympic Gymnastics Arena och tävlingarna i rytmisk gymnastik avgjordes i samma anläggning.

## Medaljörer

### Artistisk gymnastik

#### Herrar
| Event                   | Guld | Silver                                                                                          | Brons                                                                                                  |
| Mångkamp, lag detaljer  | Sovjetunionen Vladimir Artemov Dmitrij Bilozertjev Vladimir Gogoladze Sergei Charkov Valeri Liukin Vladimir Nouvikov | Östtyskland Holger Behrendt Ralf Buechner Ulf Hoffmann Sylvio Kroll Sven Tippelt Andreas Wecker | Japan Yukio Iketani Hiroyuki Konishi Koichi Mizushima Daisuke Nishikawa Toshiharu Sato Takahiro Yameda |
| Mångkamp, ind. detaljer | Vladimir Artemov Sovjetunionen                                                                                       | Valeri Liukin Sovjetunionen                                                                     | Dmitrij Bilozertjev Sovjetunionen                                                                      |
| Fristående detaljer     | Sergei Charkov Sovjetunionen                                                                                         | Vladimir Artemov Sovjetunionen                                                                  | Lou Yun Kina                                                                                           |
| Fristående detaljer     | Sergei Charkov Sovjetunionen                                                                                         | Vladimir Artemov Sovjetunionen                                                                  | Yukio Iketani Japan                                                                                    |
| Bygelhäst detaljer      | Lyubomir Gueraskov Bulgarien                                                                                         | Ingen utsedd                                                                                    | Ingen utsedd                                                                                           |
| Bygelhäst detaljer      | Zsolt Borkai Ungern                                                                                                  | Ingen utsedd                                                                                    | Ingen utsedd                                                                                           |
| Bygelhäst detaljer      | Dmitrij Bilozertjev Sovjetunionen                                                                                    | Ingen utsedd                                                                                    | Ingen utsedd                                                                                           |
| Ringar detaljer         | Holger Behrendt Östtyskland                                                                                          | Ingen utsedd                                                                                    | Sven Tippelt Östtyskland                                                                               |
| Ringar detaljer         | Dmitrij Bilozertjev Sovjetunionen                                                                                    | Ingen utsedd                                                                                    | Sven Tippelt Östtyskland                                                                               |
| Hopp detaljer           | Lou Yun Kina | Silvio Kroll Östtyskland                                                                        | Park Jong-Hoon Sydkorea                                                                                |
| Barr detaljer           | Vladimir Artemov Sovjetunionen                                                                                       | Valeri Liukin Sovjetunionen                                                                     | Sven Tippelt Östtyskland                                                                               |
| Räck detaljer           | Vladimir Artemov Sovjetunionen                                                                                       | Ingen utsedd                                                                                    | Holger Behrendt Östtyskland                                                                            |
| Räck detaljer           | Valeri Liukin Sovjetunionen                                                                                          | Ingen utsedd                                                                                    | Marius Gherman Rumänien                                                                                |

#### Damer

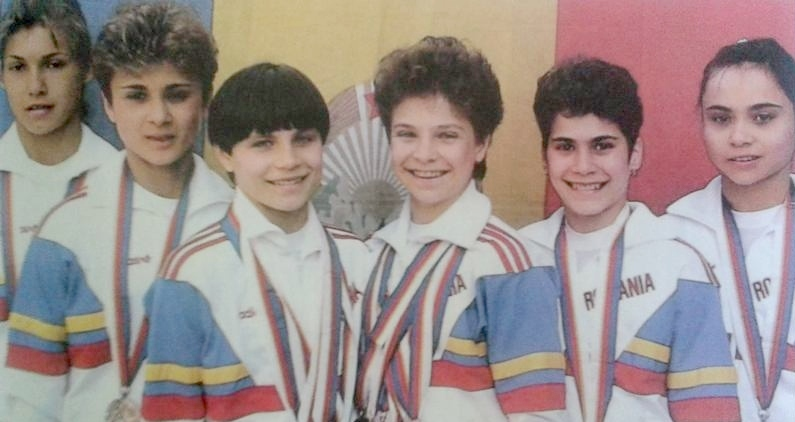
Rumäniens silverlag

| Event                   | Guld | Silver                                                                                              | Brons |
| Mångkamp, lag detaljer  | Sovjetunionen Svetlana Baitova Svetlana Boginskaja Natalia Lastjenova Elena Sjevtjenko Elena Sjusjunova Olga Strazjeva | Rumänien Aurelia Dobre Eugenia Golea Celestina Popa Gabriela Potorac Daniela Silivaş Camelia Voinea | Östtyskland Gabriele Faehnrich Martina Jentsch Dagmar Kersten Ulrike Klotz Betti Schieferdecker Dörte Thümmler |
| Mångkamp, ind. detaljer | Elena Sjusjunova Sovjetunionen                                                                                         | Daniela Silivaş Rumänien                                                                            | Svetlana Boginskaja Sovjetunionen                                                                              |
| Hopp detaljer           | Svetlana Boginskaja Sovjetunionen                                                                                      | Gabriela Potorac Rumänien                                                                           | Daniela Silivaş Rumänien                                                                                       |
| Barr detaljer           | Daniela Silivaş Rumänien                                                                                               | Dagmar Kersten Östtyskland                                                                          | Elena Sjusjunova Sovjetunionen                                                                                 |
| Bom detaljer            | Daniela Silivaş Rumänien                                                                                               | Elena Sjusjunova Sovjetunionen                                                                      | Gabriela Potorac Rumänien                                                                                      |
| Bom detaljer            | Daniela Silivaş Rumänien                                                                                               | Elena Sjusjunova Sovjetunionen                                                                      | Phoebe Mills USA                                                                                               |
| Fristående detaljer     | Daniela Silivaş Rumänien                                                                                               | Svetlana Boginskaja Sovjetunionen                                                                   | Diana Doudeva Bulgarien                                                                                        |

### Rytmisk gymnastik
| Event                 | Guld                         | Silver                     | Brons                              |
| Individuellt detaljer | Marina Lobattj Sovjetunionen | Adriana Dunavska Bulgarien | Alexandra Timosjenko Sovjetunionen |

## Medaljtabell
| Pl.    | Nation        | Guld | Silver | Brons | Totalt |
| ------ | ------------- | ---- | ------ | ----- | ------ |
| 1      | Sovjetunionen | 12   | 5      | 4     | 21     |
| 2      | Rumänien      | 3    | 3      | 2     | 8      |
| 3      | Östtyskland   | 1    | 3      | 4     | 8      |
| 4      | Bulgarien     | 1    | 1      | 1     | 3      |
| 5      | Kina          | 1    | 0      | 1     | 2      |
| 6      | Ungern        | 1    | 0      | 0     | 1      |
| 7      | Japan         | 0    | 0      | 2     | 2      |
| 8      | Sydkorea      | 0    | 0      | 1     | 1      |
| 8      | USA           | 0    | 0      | 1     | 1      |
| Totalt | Totalt        | 19   | 12     | 16    | 49     |